# امارات متحده عربی در المپیک تابستانی ۲۰۲۴
کاروان المپیکی امارات متحده عربی، یکی از کاروان‌های حاضر در بازی‌های المپیک تابستانی ۲۰۲۴ بود. این دوره از بازی‌ها از ۲۶ ژوئیه تا ۱۱ اوت ۲۰۲۴ (۵ تا ۲۱ امرداد ۱۴۰۳ خورشیدی) به میزبانی پاریس، پایتخت فرانسه برگزار شد. امارات یازدهمین حضور خود در بازی‌های المپیک را تجربه کرد و نتوانست هیچ مدالی کسب کند.

## شرکت‌کنندگان
ورزشکاران امارات در ۵ رشته ورزشی زیر به رقابت پرداختند.
| ورزش        | مردان | زنان | مجموع |
| ----------- | ----- | ---- | ----- |
| دو و میدانی | ۰     | ۱    | ۱     |
| دوچرخه‌سواری | ۰     | ۱    | ۱     |
| سوارکاری    | ۳     | ۰    | ۳     |
| جودو        | ۵     | ۱    | ۶     |
| شنا         | ۱     | ۱    | ۲     |
| مجموع       | ۹     | ۴    | ۱۳    |